# Cáp Đạt (Hải Tây Nữ Chân)
Cáp Đạt (tiếng Mãn: ᡥᠠᡩᠠ, chuyển tả: Hada, giản thể: 哈达; phồn thể: 哈達; bính âm: Hǎdá) là một bộ lạc Ná Lạp Nữ Chân, tên gọi của bộ lạc này xuất phát từ việc họ cư trú ven Cáp Đạt Hà (nay là Tiểu Thanh Hà ở huyện Tây Phong, tỉnh Liêu Ninh).
Thời sau của nhà Minh, Cáp Đạt là một trong bốn bộ của Hải Tây Nữ Chân, do Cáp Đạt Na Lạp thị thống trị (cùng tổ tiên với Ô Lạp). Sau khi Vương Đài (王台) nhận chức Cáp Đạt quốc chủ, thực thi chính sách "viễn giao cận công" (nghĩa là gần thì đánh, xa thì giao thiệp), Cáp Đạt từng xưng hùng trong các bộ Nữ Chân; Diệp Hách, Ô Lạp, Huy Phát cũng như Hồn Hà thuộc Kiến Châu Nữ Chân đều phục. Năm Vạn Lịch thứ 2 (1574), nhân việc Vương Cảo (王杲) bị bắt, triều đình nhà Minh phong cho Vương Đài làm Hữu trụ quốc, Long Hổ tướng quân, có địa vị bá chủ trong người Nữ Chân. Tuy nhiên vào những năm sau, sinh hoạt hủ hóa, người dân không chịu nổi khổ sở, thường có làm phản và sang hàng Diệp Hách, vị thế bị suy yếu.
Năm Vạn Lịch thứ 10 (1582), Vương Đài mất, con trai là Mạnh Cách Bố Lộc (孟格布祿) kế vị nhưng những người con khác không phục và tàn sát lẫn nhau. Cùng lúc đó, Diệp Hách và Kiến Châu nổi lên, Cáp Đạt hoàn toàn mất địa vị bá chủ Nữ Chân. Sau đó, trong trận chiến Cổ Lặc Sơn, Cát Đạt nằm trong liên quân 9 bộ và bị Kiến Châu Nữ Chân đánh bại. Cuối cùng, vào năm Vạn Lịch thứ 27 (1599), Nỗ Nhĩ Cáp Xích của Kiến Châu Nữ Chân đã công chiếm Cáp Đạt thành, bối lặc Mạnh Cách Bố Lộc đầu hàng, được Nỗ nhĩ Cáp Xích hạ lệnh ân dưỡng, Cáp Đạt thực chất bị Kiến Châu thôn tính. Chẳng bao lâu sau, Mạnh Cách Bố Lộc âm mưu giết Nỗ Nhĩ Cáp Xích nên bị giết.
Năm Vạn Lịch thứ 29 (1601), con gái của Nỗ Nhĩ Cáp Xích kết hôn với con trai của Mạnh Cách Bố Lộc là Ngô Nhĩ Cổ Đại (吳爾古代). Không lâu sau, nhà Minh sai sứ chỉ trích việc Kiến Châu có ý đồ thôn tính Cáp Đạt. Nỗ Nhĩ Cáp Xích để được yên nên cho Ngô Nhĩ Cổ Đại trở về và trở thành bối lặc cai quản Cáp Đạt. Diệp Hách bối lặc nghe tin, liên hiệp với các bộ lạc của người Mông Cổ đến đánh phá Cáp Đạt. Không lâu sau, Cáp Đạt bị nạn đói, Ngô Nhĩ Cổ Đại khốn cùng đành phải nương nhờ Kiến Châu, Cáp Đạt đến đây chính thức diệt vong.